# Половчак, Уолтер Михайлович
Уолтер Половчак (англ. Walter Polovchak, имя при рождении Владимир Михайлович Половчак; род. 3 октября 1967, с. Волошиново) — американец украинского происхождения, который в детстве стал центром судебного дела Половчак против Миза, когда в возрасте 12 лет отказался покинуть США и вернуться с родителями в Украинскую ССР.

## Предыстория
Семья Половчаков состояла из родителей Михаила и Анны и их троих детей, которые в январе 1980 года по приглашению одной из сестер главы семейства приехали в Соединенные Штаты и поселились в Чикаго. Позже в том же году родители решили вернуться в СССР, но двое постарше, 17-летняя Наталья и 12-летний Владимир, отказались. 13 июля 1980 года оба покинули своих родителей в Чикаго, чтобы остаться с двоюродным братом в том же городе. Родители обратились за помощью в полицию, чтобы забрать обратно своих детей, но по совету Службы иммиграции и натурализации США (INS) и Госдепартамента США полиция решила не возвращать детей их родителям, а передать дело в суд штата Иллинойс.

## Судебное дело
Судебное дело стало cause célèbre «холодной войны», после того как INS позволила Половчаку остаться в США против воли его родителей, хотя те прибегли к юридическим средствам, чтобы вернуть опеку над сыном. Владимир и Наталья тогда жили у его двоюродного брата, а сочувствующая им администрация Рональда Рейгана помогла отсрочить судебные разбирательства, пока Владимиру не исполнилось 18 лет и он стал совершеннолетним. В то же время советские власти утверждали, что Владимира и Наталью фактически похитили.
В июле 1982 года по просьбе конгрессмена-демократа Петра Пейзера состоялись слушания Владимира и Натальи Половчаков и их адвоката Джулиана Куласа перед подкомиссией Палаты представителей по международным делам. Владимир отметил, что в случае депортации в СССР ему грозит пожизненное заключение. На слушаниях также выступил советский диссидент Вячеслав Репников, согласившийся с тем, что в СССР Владимиру не будет жизни. Перед этим в июне конгрессмен Пайзер провел беседу с неназванным бывшим сотрудником КГБ, утверждавшим, что в СССР Владимиру грозит психбольница.

## Последующая судьба
В 1985 году Вальтер Половчак стал гражданином США. После 1991 года начал каждые два года посещать независимую Украину и возобновил отношения с родителями. Отец скончался в 2008 году. В настоящее время Вальтер живет в пригороде Чикаго Дес-Плейнси. Женат, имеет двоих сыновей.

## Творчество
В 1988 году издал книгу «Дитя свободы: История смелого подростка о побеге от родителей и Советского Союза в Америку».